# لغات السعودية

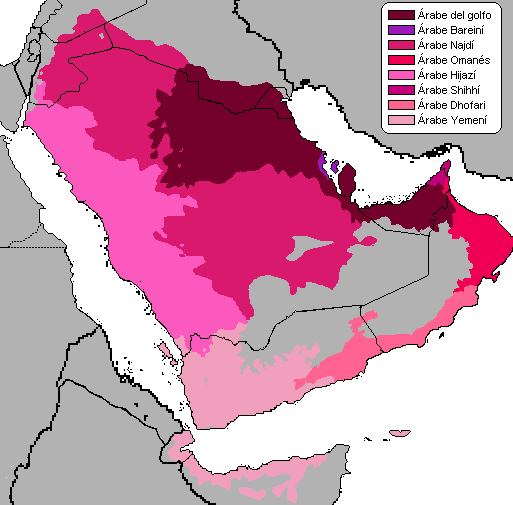
لهجات اللغة العربية في المملكة العربية السعودية والدول المجاورة

المملكة العربية السعودية دولة عربية عضو في جامعة الدول العربية. يتكلم سكانها المواطنون اللغة العربية بأكثر من 20 لهجة محلية، لكن اللهجة الفصحى هي المستخدمة في وسائل الإعلام والتعليم والمعاملات الرسمية والحكومية.

## اللهجات
ومن اللهجات السائدة في المملكة العربية السعودية النجدية والحجازية ولهجة قطيفية ولهجة جنوبية.

## اللغات المحلية
يتحدث بعض المواطنين السعوديين من قبائل المهرة وسكان صحراء الربع الخالي و سكان مرتفعات فيفا في محافظة جازان بلغات سامية قديمة مختلفة عن اللغة العربية و من اللغات الأخرى هي المهرية والخولانية .

## لهجات عربية أخرى
وهناك بعض الجاليات العربية المقيمة في المملكة العربية السعودية يتحدثون باللغة العربية بلهجات بلدانهم ومن اللهجات العربية الأخرى:
- المصرية
- السودانية
- المغربية

## اللغات الأجنبية
وبسبب نسبة الوافدين الأجانب العالية في المملكة العربية السعودية فسنجد نسبة عالية تتكلم لغات أخرى مثل:
- الإنجليزية
- الفرنسية
- البنغالية
- الأردو
- الإيطالية
- الكورية
- الإندونيسية
- الصومالية
- الصينية
- الملايوية
- فارسية غربية
- التشامية الغربية
- الأويغورية
- التاغالوغية
- الرُوَينجية

ولغات أخرى مثل لغات الفلبين وباكستان والهند ونيجيريا بحسب الوافدين.